# جامی رفعتی
جامی رفعتی ( زاده ۶ اردیبهشت ۱۳۷۳ در  فلورانس) بازیکن فوتبال ایرانی - ایتالیایی است که باشگاه پیستویسی در سری سی ایتالیا و در پست هافبک میانی بازی می‌کند.

## سابقه باشگاه های حرفه ای
وی فوتبال حرفه‌ای خود را با قراردادی در سال ۲۰۱۱ میلادی همراه با باشگاه فوتبال وستهام آغاز کرد،در تابستان ۲۰۱۳ با قراردادی به ارزش ۱۰۰٫۰۰۰ یورو راهی جنوا شد.

رفعتی اولین بازی خود را در سری آ مقابل باشگاه فوتبال ساسولو و در تاریخ ۳ می ۲۰۱۴ (۱۳ اردیبهشت ۱۳۹۳ شمسی) انجام داد که این بازی با نتیجه ۰-۰ مساوی به پایان رسید.

در ژولای ۲۰۱۴ رفعتی برای پیشرفت،با قراردادی دوساله و به صورت قرضی تا سال ۲۰۱۶ به تیم تازه سقوط کردهٔ لیورنو پیوست.

## سابقه ملی
هر چند او در ایتالیا متولد شده‌است اما از آنجا که پدر وی ایرانی می‌باشد،شرایط بازی برای تیم‌های ملی هر دو کشور را دارد،با این حال تا کنون از طرف هیچ‌کدام از تیم‌های ملی ایران و ایتالیا فرا خوانده نشده‌است.